# Al Jolson (film)
Al Jolson (engelska: The Jolson Story) är en amerikansk biografisk musikalfilm i Technicolor från 1946 i regi av Alfred E. Green. Filmen berättar en idealiserad version av sångaren Al Jolsons liv. I huvudrollerna ses Larry Parks som Jolson, Evelyn Keyes som Julie Benson (Jolsons fru Ruby Keeler), William Demarest som hans chef, Ludwig Donath och Tamara Shayne som hans föräldrar samt Scotty Beckett som den unga Jolson. Filmen fick en uppföljare, Sången är mitt liv 1949.

## Handling
Al Jolson växer upp som en liten judisk pojke, som upptäcker sången och går emot sin fars vilja för att kunna sjunga och få arbeta i underhållningsbranschen. Han arbetar mycket hårt, nästan dygnet runt året om och blir en gigantisk stjärna, på Broadway, på filmduken och allt han tar i blir till guld. Men så blir han kär i en dansare och förutsättningarna ändras, vad är lycka? Att stå på scen framför tusentals människor eller att ha ett harmoniskt familjeliv? En svår fråga när man har sjungit och underhållit människor hela sitt liv.

## Om filmen
Ruby Keeler vägrade gå med på att hennes namn skulle användas i filmen, så manusförfattarna använde istället ett alias, "Julie Benson".
Larry Parks sång dubbades av Al Jolson och Scotty Becketts sång av Rudy Wissler. Al Jolson ville absolut vara med i filmen på något sätt, så han övertalade producenten om att filma honom istället för Larry Parks i blackfacenumret "Swanee". Jolson ses i helfigur när han uppträder på en specialbyggd teaterscen.

## Rollista i urval
- Larry Parks - Al Jolson
- Evelyn Keyes - Julie Benson
- William Demarest - Steve Martin
- Bill Goodwin - Tom Baron
- Ludwig Donath - Kantor Yoelson
- Scotty Beckett - Asa Yoelson/Al Jolson som barn
- Tamara Shayne - Mrs. Yoelson
- Jo-Carroll Dennison - Ann Murray
- John Alexander - Lew Dockstader
- Ernest Cossart - Fader McGee

## Musiknummer i filmen
- "Let Me Sing and I'm Happy"
- "On the Banks of the Wabash"
- "Ave Maria"
- "When You Were Sweet Sixteen"
- "After the Ball"
- "By the Light of the Silvery Moon"
- "Blue Bell"
- "Ma Blushin' Rosie"
- "I Want a Girl"
- "My Mammy"
- "I'm Sitting on Top of the World"
- "You Made Me Love You"
- "Swanee"
- "Toot, Toot, Tootsie! (Goo' Bye)"
- "The Spaniard That Blighted My Life"
- "April Showers"
- "California, Here I Come"
- "Liza (All the Clouds'll Roll Away)"
- "There's a Rainbow 'Round My Shoulder"
- "Avalon"
- "She's a Latin from Manhattan"
- "About a Quarter to Nine"
- "Anniversary Song"
- "Waiting for the Robert E. Lee"
- "Rock-a-Bye Your Baby with a Dixie Melody"